# 클라크 L. 러프너
클라크 루이스 러프너(영어: Clark Louis Ruffner, 1903년 1월 12일 ~ 1982년 7월 26일)는 미국 육군의 주요 장교로 제2차 세계 대전과 한국 전쟁에서 복무했다.

## 생애
러프너는 1903년 1월 12일 뉴욕주 버펄로에서 태어나 1924년 버지니아 군사학교를 졸업했다. 그의 경력 대부분은 기갑연대에서 있었던 것으로, 1937년부터 1940년까지 버몬트 주의 노리치 대학교에서 군사 과학 및 전략 보조교수로 근무했다.
제2차 세계 대전 기간 동안 러프너는 1942년부터 1943년까지 제7군단의 부참모총장과 참모총장 비서로 일했고, 이후 하와이 부서에서 부참모총장이 되었다. 1943년부터 1944년까지 태평양 중앙 지역의 부참모총장이 되었고, 전쟁이 끝날 때까지 미국 태평양 육군의 참모총장이 되었다. 한국 전쟁이 발발했을 때 그는 미국 제10군단의 총사령관이었으나 1951년 제2보병사단의 사령관이 되어 주요 전쟁에서 중요한 지휘관으로 활약했다. 용문산 전투에서 그는 유엔군의 중심 지역을 점령했다. 지휘관에서 물러난 이후 그는 국방부의 국제안보국에서 일했다.

## 참고 자료
- General Ruffner's personal chopper in Korea which was named RRUF-F-F.